# Vestbredden og Gazastribens politiske status
 Der er for få eller ingen kildehenvisninger i denne artikel, hvilket er et problem. Du kan hjælpe ved at angive troværdige kilder til de påstande, som fremføres i artiklen.

Vestbredden og Gazastribens politiske status er et af de mest voldelige omdiskuterede stridspunkter i Mellemøsten-konflikterne. Mange forskellige konferencer og forhandlinger er blevet afholdt for at afgøre Vestbredden og Gazastribens status (se De palæstinensiske territorier).
Oslo-aftalen mellem Israel og PLO, signeret i Washington den 13. september 1993, gav en overgangsperiode på under fem år med palæstinensisk midlertidig selvstyre over Vestbredden og Gazastriben. Under Oslo-aftalen godkendte Israel at anerkende Vestbredden og Gazastriben som en separat territorial enhed, så vel som, at de overførte en vis magt og ansvar til Det palæstinensiske selvstyreområde, som indbefatter Palæstinas lovgivende forsamling valgt i januar 1996, som en del af de midlertidige selvstyrede hændelser på Vestbredden og Gazastriben.
Overføringen af magt og ansvar til Gazastriben og Jeriko fandt sted overensstemmende med Kairo-aftalen mellem Israel og PLO den 4. maj 1994. I andre dele af Vestbredden fandt overføring af magt sted overensstemmende med Interimsaftalen mellem Israel og PLO den 24. september 1995, Wye-aftalen mellem Israel og PLO fandt sted den 23. oktober 1998 og Sharm el-Sheikh-aftalen den 4. september 1999.
Oslo-aftalen sørger for, at Israel beholder ansvaret for ekstern og intern sikkerhed og offentlig orden blandt jødiske bosættelser og indbyggere under overgangsperioden. Direkte forhandlinger for at afgøre Gazastriben og Vestbreddens permanente status, begyndte i september 1999 efter en treårsåbning, men blev afsporet af Den anden intifada, der begyndte i september 2000.
Israels regering udstedte i 2003 en plan for fuld tilbagetrækning fra Gazastriben og deler af Nordvestbredden inden slutningen af 2005. Dette blev kendt som Israel ensidige befrielsessplan. Det palæstinensiske selvstyreområde var positivt for denne planen, men kundgjorde, at indtil den endelige status, så ville de anse Gazastriben som under israelsk besættelse. Mange israelere modsatte sig planen, og spændingerne var høje i Israel både før og efter befrielsesplanen blev godkendt af det israelske Knesset den 16. februar 2005.
Juni samme år fjernede Israels forsvar og israelsk politi alle jøder fra Gazastriben med magt. Israel fuldførte befrielsesplanen den 12. september 2005. Pr. dags dato er det meste af Vestbredden under israelsk kontrol, selv om omtrent 40 %, i forskellig grad, er selvstyret herredømme af den Fatah-styrede palæstinensiske myndighed. Gazastriben er nu under Hamas' kontrol.
Siden 2009 har den israelske regering (under ledelse af Benjamin Netanyahu) ført en uforsonlig politik over for de besatte områder, idet den ikke anerkender, at de valgte palæstinensiske politikere er en "forhandlingspartner", samtidig med, at den har tilladt fortsat bosættelse på Vestbredden. I en FN-rapport fra 2013 betegnes denne politik som en overtrædelse af folkeretten. Efter et års forsøg på mægling i konflikten om de besatte områder opgav USAs udenrigsminister John Kerry yderligere mæglingsforsøg.   
USA's præsident Donald Trump har efter længere tids arbejde offentliggjort et forslag til fredsplan den 28. januar 2020. Palæstinenserne har ikke deltaget i offentliggørelsen af planen, fordi de mener, at Trump giver Israel for store indrømmelser. Bl.a. har Trump i december 2017 anerkendt Jerusalem som Israels hovedstad. Ifølge Trumps plan skal der oprettes en palæstinensisk stat med dele af Østjerusalem som hovedstad.